# معارك وادي كيناروت
معارك وادي كيناروت اسم جماعي يطلق على سلسلة من الاشتباكات العسكرية بين الجيش السوري ومنظمة الهاغانا خلال حرب 1948 في الفترة بين 15–21 مايو 1948 بوادي كيناروت. تشتمل المعارك على موقعين هما: معركة دجانيا–سمخ ومعارك قرب مسادا–شاعار هاجولان. كانت تعتبر الاشتباكات جزء من معارك غور الأردن التي شهدت قتال بين قوات من شرق الأردن والمنظمات الصهيونية في مستعمرة غيشر.

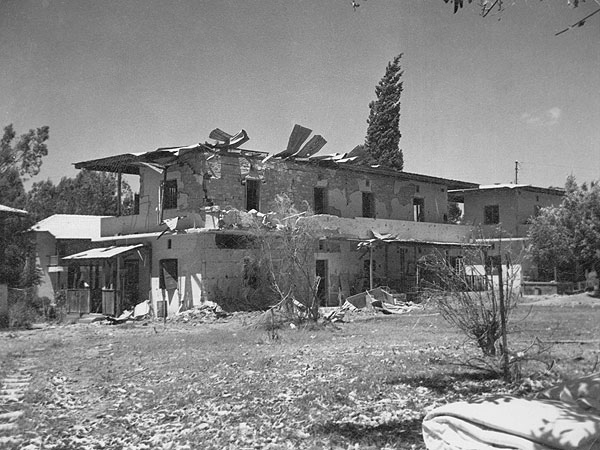
بيت في مستعمرة دغانيا بعد القصف السوري

بدأت المعارك بعد فترة وجيزة من إعلان قيام إسرائيل حيث قصفت سوريا مستعمرة عين جيف ليلة 15–16 مايو. هاجمت سوريا يوم 18 مايو المواقع الإسرائيلية في سمخ وفي 20 مايو هاجمت مستعمرة دغانيا ألف وتمكنت من تحرير مستعمرة مسادا وشاعار هاجولان.